# Kineseri

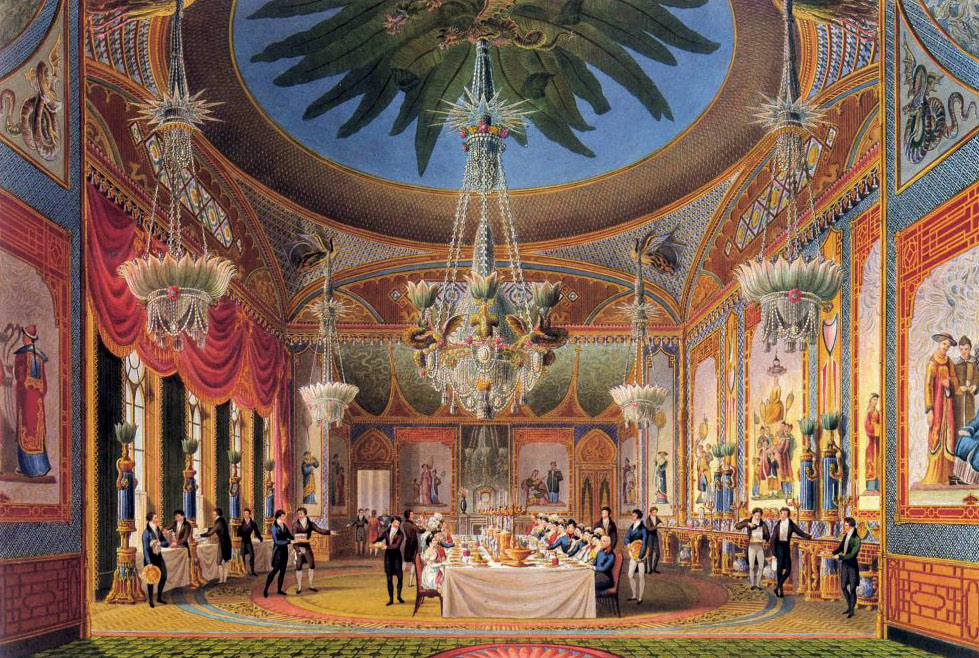

Kineseri är en efterbildning av kinesisk konst, stil och smak.
De ostindiska kompanierna förde in mängder av kinesiskt konsthantverk till Europa: porslin, sidentyger, lackarbeten, tapeter, tavlor, te m.m. Varorna var dyra och köptes framför allt av överklassen och av det nyförmögna borgerskapet. Porslin med släktens signum kunde beställas för att levereras tre, fyra år senare. Det användes i regel inte, utan placerades i glasskåp eller i tallriksställ på väggen. Sidentyger var högsta lyxvara, som förbehölls societeten – om en kvinna från fel samhällsklass bar en sidenhalsduk, kunde hon straffas för det.
Kulturen genomsyrades under en stor del av 1700-talet av Kinasvärmeriet. Aristokraterna sminkade sina ansikten porslinsvita som de kinesiska nickedockorna. Kvinnorna fläktade sig med kinesiska solfjädrar, och männen bar manchuiska hårpiskor. Kläder och huvudbonader var, om inte importerade, så uppsydda för att se kinesiska ut. Paviljonger, lusthus och t.o.m. hela slott byggdes i orientalisk stil, och i befintliga palats inreddes rum ”à la chinoise”.